# Joan Barton (Schauspielerin)
Mary Ann Bock, Künstlername Joan Barton (geb. am 20. September 1925; gest. am 27. August 1976) war eine US-amerikanische Schauspielerin.
Barton wurde als Mary Ann Bock geboren und stammte aus McKeesport, Pennsylvania. Ihr Vater war Anwalt und ihre Mutter eine Schauspielerin mit dem Künstlernamen Sara Snyder.

## Schauspielkarriere
1946 trat Barton das erste Mal als Filmschauspielerin in Romance of the West als Melodie und im darauf folgenden Jahr in Lone Star Moonlight auf. Ihr erster prominenter Auftritt war 1947 in Angel and the Badman neben John Wayne und Gail Russell. Im selben Jahr trat sie in Cigarette Girl auf 1948 spielte sie eine Hauptrolle in dem Musical Mary Lou.
Zwischen 1951 und 1952 hatte Barton fünf unerwähnte Auftritte in verschiedenen Filmen, darunter Million Dollar Mermaid und Aladdin and His Lamp.

## Privatleben
Barton war fünfmal verheiratet. Mit ihrem dritten Ehemann Earl Muntz hatte sie eine gemeinsame Tochter namens Tee Vee. Das Paar ließ sich 1955 scheiden.

## Filmographie
| Year | Titel                   | Rolle               | Notes             |
| ---- | ----------------------- | ------------------- | ----------------- |
| 1946 | Romance of the West     | Melodie             |                   |
| 1946 | Lone Star Moonlight     | Jean White          |                   |
| 1947 | Angel and the Badman    | Lila Neal           |                   |
| 1947 | Cigarette Girl          | Glenda Paige        |                   |
| 1948 | Mary Lou                | Ann Parker/Mary Lou |                   |
| 1948 | Strange Gamble          | Mary Murray         |                   |
| 1949 | A Couple of Joes        |                     | Television Series |
| 1951 | Two Tickets to Broadway | Showgirl            | unerwähnt         |
| 1951 | The Lady Says No        |                     | unerwähnt         |
| 1952 | Aladdin and His Lamp    | Haremssklavin       | unerwähnt         |
| 1952 | Glory Alley             | Tänzterin           | unerwähnt         |
| 1952 | Million Dollar Mermaid  | Schwimmerin         | unerwähnt         |